# Ikasle Abertzaleak
Ikasle Abertzaleak o IA (en español «Estudiantes Patriotas») es una organización estudiantil comunista vasca. A lo largo de su existencia, ha organizado campañas contra la precariedad del alumnado de formación profesional y la extensión social del euskera en el ámbito educativo. Su práctica política ha comportado duras medidas represivas en ciertos casos, como la petición de penas de prisión a algunos estudiantes por la huelga contra la LOMCE de 2014.
Actualmente es el mayor sindicato estudiantil del País Vasco y una de las organizaciones que integran el Movimiento Socialista tras la ruptura con la izquierda abertzale.

## Propuesta política
Ikasle Abertzaleak entiende la dominación de clase como la base de todas las opresiones sufridas por los trabajadores y el comunismo como la organización social sin clases que supera todas las opresiones. En este camino, adaptan la estrategia comunista al ámbito educativo. 
Aunque su labor se centre en el ámbito educativo, no comprenden la superación de la educación capitalista sin la superación de la sociedad capitalista. Por lo tanto, construyen como objetivo estratégico tanto el Estado Socialista Vasco como el sistema educativo socialista.
En la actualidad, se organizan en numerosos centros educativos, universidades y centros de formación profesional de Euskal Herria, defendiendo las condiciones e intereses del estudiantado trabajador. En este contexto de crisis, donde la función de la educación capitalista es cada vez más feroz y evidente en la dominación de la clase trabajadora, la organización comunista entre el alumnado es propuesta como la única solución.